# Castelo da Piconha
O Castelo da Piconha localiza-se no outeiro da Almena a leste da actual freguesia de Tourém, já em Espanha, no município galego de Calvos de Randín, no caminho que liga Randín a Vilar e Vilarinho.
Castelo raiano na margem esquerda do rio Salas, era a cabeça das Terras da Piconha, defendendo ainda o chamado Couto Misto, que passou para os domínios da Espanha pelo Tratado de Lisboa de 1864.

## História

### O castelo medieval
À época da Independência de Portugal, intensificou-se o povoamento das fronteiras com a Galiza. Nessa fase, no século XII, o Castelo da Piconha constituía-se em importante fortificação lindeira, destinado a guarnecer, juntamente com os castelos de Portelo, Montalegre, Monforte de Rio Frio e Chaves, a defesa dos acessos aos vales do rio Cávado e do rio Tâmega.
A Carta de Foral de Tourém é atribuída a D. Sancho I (1185-1211) em 1187, como cabeça das Terras da Piconha.
Sob o reinado de D. Manuel I (1495-1521), a povoação e seu castelo encontram-se figurados por Duarte de Armas (Livro das Fortalezas, c. 1509). A Piconha recebeu Foral Novo, passado pelo soberano, em 1515.

### Da Guerra da Restauração aos nossos dias
No contexto da Guerra da Restauração, este castelo, juntamente com outras praças vizinhas na região, foi demolido por tropas espanholas (1650).
Às vésperas da Guerra Peninsular, entretanto, o castelo ainda permanecia na tradição, uma vez que o título de alcaide-mor do Castelo da Piconha foi recebido, em 20 de Dezembro de 1800, por João António de Sousa Pereira Coutinho Yebra e Oca, 9º morgado de Vilar de Perdizes e do Hospital de Santa Cruz, fidalgo da Casa Real (em 14 de Outubro de 1799).
Conforme os termos do Tratado de Lisboa (1864), tendo a maior parte das duas terras passado para domínio espanhol em 1865, o termo da Piconha foi extinto em 1866.
Hoje restam-nos, no Outeiro da Piconha (Galiza), as ruínas dos alicerces do seu castelo medieval, carecendo de classificação por parte do poder público e de pesquisa arqueológica. Actualmente, só é visível o algibe (do Árabe Al Jib,bolso ou bolsa) escavado na rocha.